# Alexandru Kocsis-Cristea
Alexandru Kocsis-Cristea (n. 12 iulie 1982, Butea, Iași, Republica Socialistă România, România) este un deputat român, ales în 2020 din partea PNL. 